# Corps of Colonial Marines
Il nome Corps of Colonial Marines fu usato per indicare due differenti unità di fanteria di marina britanniche reclutate tra ex schiavi neri nelle Americhe, agli ordini di Alexander Cochrane.
Le unità furono costituite in due posti diversi per due guerre diverse (Guerre napoleoniche, Guerra del 1812), e furono poi disciolte una volta che fu scomparsa la minaccia militare. A parte il fatto che in entrambi i casi il "creatore" fu Cochrane, non avevano nulla in comune.

## Primocorps

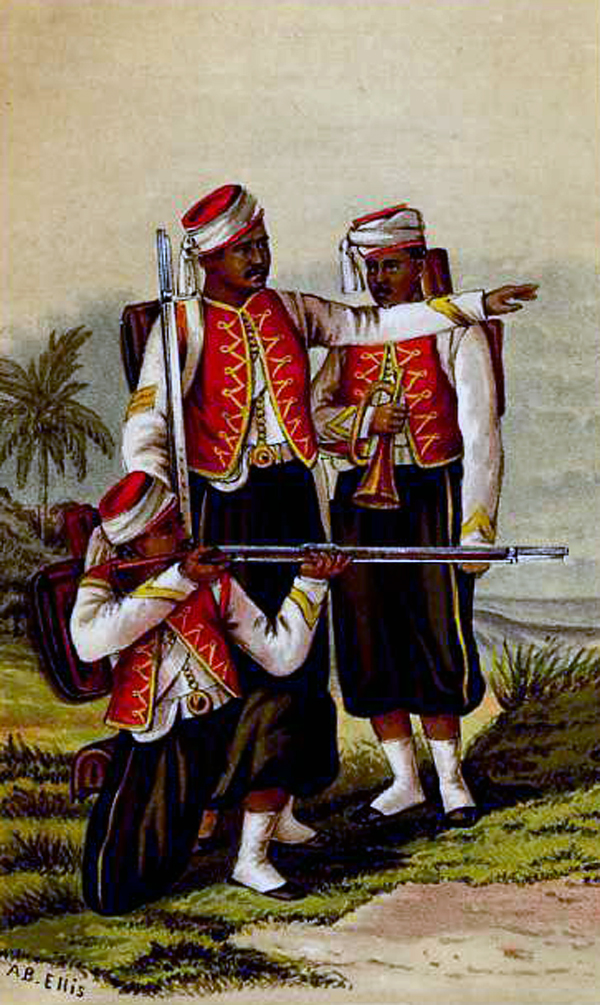
Soldati dei West India Regiments.

Il primo Corps era una piccola unità attiva nei Caraibi dal 1808 al 12 ottobre 1810, reclutata tra ex schiavi per ovviare alla penuria di personale militare nella zona. I soldati arruolati sul posto erano meno soggetti alle malattie tropicali di quanto non fossero le truppe inviate dalla Gran Bretagna. Il Corps replicava il modello praticato dai West India Regiments nel reclutare ex schiavi come soldati. 
L'anno precedente, il Mutiny Act del 1807 aveva emancipato tutti gli schiavi che facevano parte del British Army,
e, di conseguenza, tutti gli schiavi erano considerati liberi dal momento in cui si arruolavano.

## Secondocorps
Il secondo, più consistente Corps fu attivo dal 18 maggio 1814 al 20 agosto 1816. Il grosso del Corps era distaccato a St. Augustine (Florida) sulla costa atlantica, e un contingente più piccolo occupava quello che in seguito si sarebbe chiamato Negro Fort, sul fiume Apalachicola, nella remota Florida nord-occidentale. Venivano accettate reclute sia da schiavi fuggiti che avevano già conquistato la libertà o che cadevano in mani britanniche e non volevano unirsi ai West India Regiments. La costituzione di questo reparto suscitò controversie all'epoca, poiché il fatto di armare gli ex schiavi era una minaccia psicologica ma anche militare alla società schiavista statunitense. Di conseguenza, i due ufficiali più alti in grado in Florida, George Woodbine e Edward Nicolls, furono demonizzati da americani come Hezekiah Niles nella sua pubblicazione di Baltimora, il Weekly Register perché li associavano al Corps e al pericolo di scatenare rivolte di schiavi.
Alla fine della Guerra del 1812, quando vennero evacuate le posizioni già occupate dai britannici in Florida, il distaccamento locale del Corps fu liquidato e disciolto. Benché parecchi accompagnassero i britannici nelle Bermuda, la maggioranza continuò a vivere negli insediamenti attorno al forte in cui alloggiava il Corps. Il retaggio di una comunità di schiavi fuggiaschi armati con un considerevole arsenale era inaccettabile per gli Stati Uniti d'America. Dopo che il forte era stato distrutto nella battaglia di Negro Fort nel 1816, gli ex marine si aggregarono alla migrazione verso sud di seminole e afroamericani che fuggivano di fronte all'avanzata americana. I membri del battaglione Colonial Marine che erano stati schierati sulla costa atlantica si ritirarono dal territorio americano. Continuarono a prestare servizio per i britannici come guarnigione in residenza alle Bermuda fino al 1816, quando l'unità fu disciolta e gli ex marine si insediarono nuovamente a Trinidad.

## Il primocorpsin dettaglio
Il retroammiraglio Sir Alexander Cochrane costituì il Corps of Colonial Marines nel 1808 finché era comandante in capo delle forze navali britanniche nella stazione delle Isole Sopravento Settentrionali durante le Guerre napoleoniche. I britannici avevano catturato l'isola di Marie-Galante pochi mesi prima, ma il governatore francese di Guadalupa attaccò l'isola quando apprese della malattia che aveva indebolito la guarnigione britannica. Gli schiavi di Marie-Galante aiutarono i britannici quando fu loro promesso che non sarebbero stati resi ai loro padroni; in tal modo, fu mantenuto il controllo britannico sull'isola fino all'arrivo di tre compagnie del 1st West India Regiment.

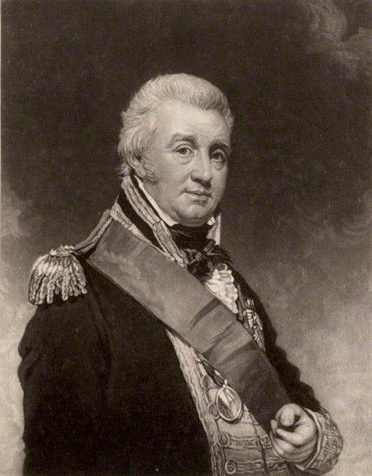
Alexander Cochrane, creatore dei Corps of Colonial Marines.

Cochrane chiamò gli ex schiavi Corps of the Colonial Marines, e lo ingrossò con gli schiavi fuggitivi da Guadalupa. Il Corps era pagato con le entrate di Marie-Galante, vestito dai magazzini della Royal Navy e comandato da ufficiali dei Royal Marines. Dopo la riconquista di Guadalupa Cochrane conservò il Corps, e il 12 ottobre 1810 redistribuì gli uomini: 70 tra le navi della squadra navale, da 20 a 30 alla batteria di artiglieria alle Saintes (un gruppo di isolette a sud di Guadalupa) e i 50 restanti (il primo Corps infatti aveva la consistenza numerica paragonabile ad una compagnia) alla guarnigione di Marie-Galante. Non furono più impiegati come unità organica, ma furono inquadrati negli organici delle navi tra i soprannumerari per la paga e per il vitto sotto la descrizione "Colonial Marine" fino a metà del 1815.

## Il secondocorpsin dettaglio
Cochrane, ora viceammiraglio, assunse l'incarico di comandante in capo delle forze britanniche nella stazione del Nord Atlantico nell'aprile 1814 e ordinò il reclutamento di un corpo di Colonial Marines come aveva fatto sei anni prima in Marie-Galante. Il retroammiraglio George Cockburn, vicecomandante di Cochrane sulla costa atlantica, diede esecuzione all'ordine di Cochrane reclutando il secondo Corps of Colonial Marines. Operò in seno alle forze britanniche sulle coste atlantica e del Golfo degli Stati Uniti durante la Guerra del 1812.

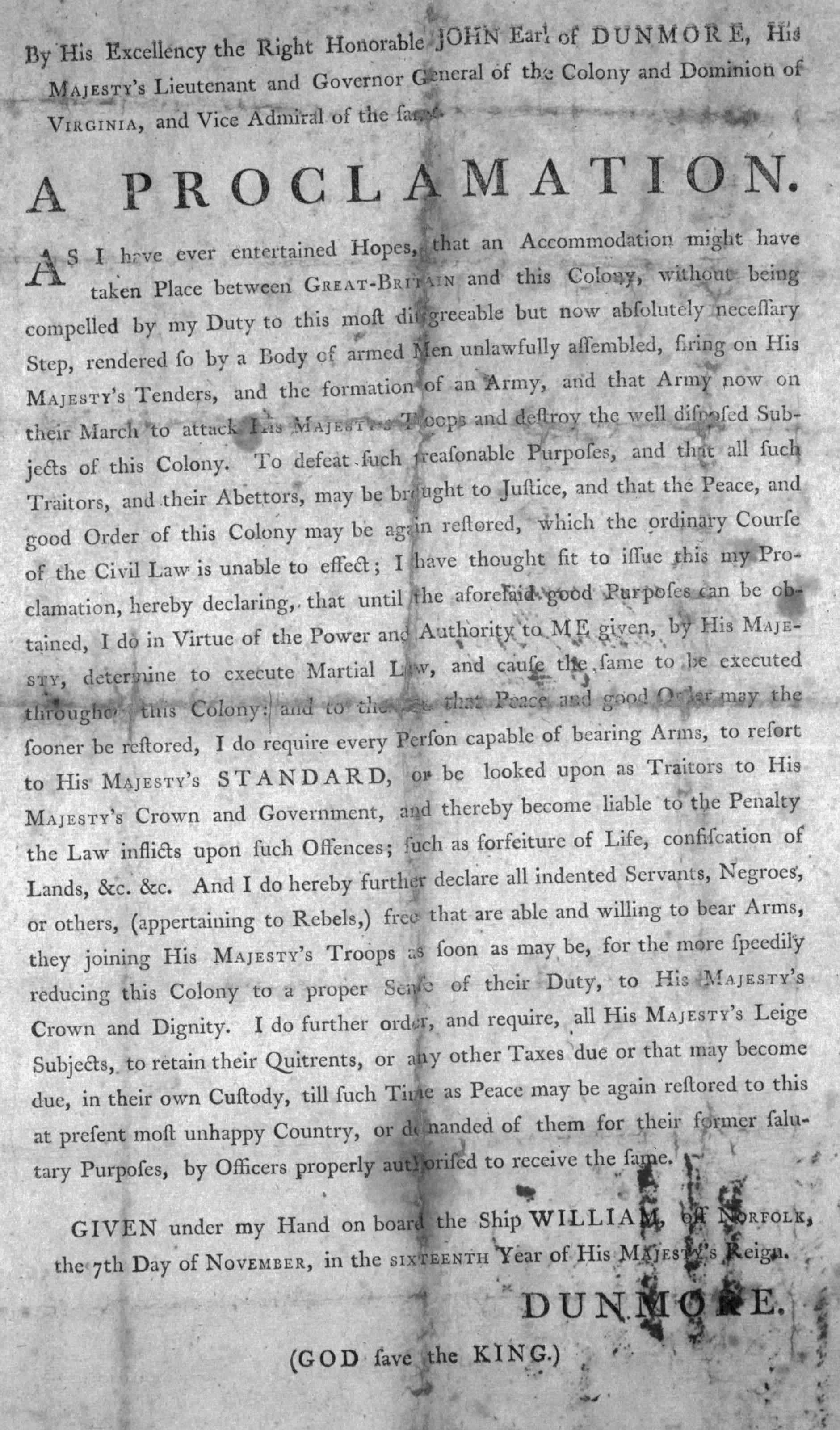
Una copia del Proclama di Dunmore (Library of Congress).

Il 2 aprile 1814 Cochrane emanò un proclama a tutte le persone desiderose di emigrare. Ciascuno sarebbe stato accolto dai britannici, sia in un avamposto militare sia a bordo di navi britanniche; chi cercava rifugio poteva entrare nelle forze armate di Sua Maestà, o andare "come libero colono nei possedimenti britannici nel Nord America o nelle Indie Occidentali". Un precedente era dato dal Proclama di Dunmore, emanato il 7 novembre 1775, sebbene esso offrisse la libertà solo a chi avesse portato le armi nelle forze britanniche.

### Reclutamento e servizio sulla costa atlantica
Il 10 maggio, l'isola di Tangier al largo della Virginia era stata occupata dai britannici ed offriva una meta accessibile per chi cercava rifugio. Ai rifugiati maschi veniva data la scelta di "diventare una giacca blu, imbracciare le armi o unirsi al contingente di lavoro" che stava costruendo Fort Albion e le sue infrastrutture. Il Corps fu inserito il 18 maggio 1814 ed ebbe il battesimo del fuoco con l'incursione su Pungoteague Creek il 30 maggio 1814, e in una scaramuccia ricordata come Battaglia di Rumley's Gut, contribuì alla cattura di una batteria di artiglieria americana. James Ross, capitano della HMS Albion, in seguito descrisse il comportamento del Corps come "un eccellente esempio di come dovrebbero essere. La loro condotta fu contrassegnata da un grande spirito e vivacità, e obbedienza perfetta". Uno di loro, un soldato di nome Michael Harding, fu ucciso ben presto in battaglia, ma "ciò non intimidì né frenò gli altri, bensì li stimolò a vendicarlo". Le impressioni iniziali di Cockburn erano positive; osservò che le nuove reclute stavano "crescendo in modo stupefacente" ed erano "davvero persone a modo". Dopo di ciò, i Corps parteciparono alla Campagna di Chesapeake; nella successiva corrispondenza Cockburn scrisse che le reclute si erano comportate "inaspettatamente bene" in diversi scontri, e non avevano commesso alcun "oltraggio improprio".
Alcuni componenti del Corps prestarono servizio a fianco ai loro corrispondenti imbarcati Royal Marines della squadra navale Cockburn Chesapeake (HMS Albion, Dragon, Loire, Jasseur e lo schooner St Lawrence), partecipando ad una serie di scorrerie. Dopo che i britannici ebbero inutilmente tentato di distruggere la Chesapeake Bay Flotilla americana alla Battaglia di St. Jerome Creek, compirono delle incursioni costiere sulle cittadine di Calverton, Huntingtown, Prince Frederick, Benedict e Lower Marlborough. Il 15 giugno 1814 una forza di 30 Colonial Marines accompagnò 180 Royal Marines su 12 barche in un'incursione contro Benedict. Nove giorni dopo una forza di Colonial e 180 Royal Marines attaccò una batteria di artiglieria a Chesconessex Creek (sebbene ciò non riuscisse ad impedire la fuga della Chesapeake Bay Flotilla, che due giorni più tardi partì da St. Leonard's Creek).
Quando il 19 luglio arrivò un battaglione di Royal Marines, che aveva lasciato le Bermuda il 30 giugno, permise alla squadra di organizzare altre spedizioni sulla terra. Dopo una serie di sortite diversive, i Marines sbarcarono di nuovo a Benedict il 19 agosto affiancati da veterani dell'esercito appena arrivati dalla Guerra Peninsulare. Il battaglione avrebbe accompagnato i Colonial Marines negli attacchi a Bladensburg e a Washington nell'agosto 1814. Una compagnia combatté alla Battaglia di Bladensburg (24 agosto 1814), e le altre due compagnie parteciparono all'Incendio di Washington. Uno dei due gruppi di combattimento era guidato dal secondo tenente Lewis Agassiz (1793-1866); per il ruolo da lui svolto nella battaglia, la sua famiglia fu in seguito insignita di uno stemma raffigurante una torcia. Le perdite subite dai Colonial Marines in questa azione furono un morto e tre feriti.

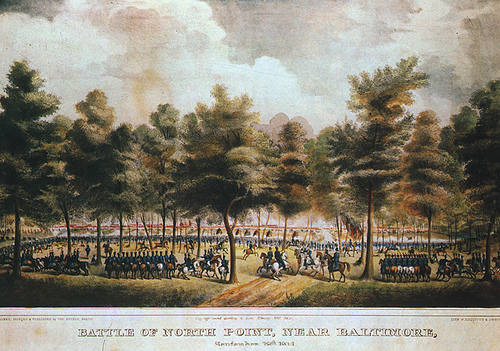
Battaglia di North Point. Litografia (circa 1815) basata su una pittura a olio del miliziano Thomas Ruckle.

Il 3 settembre 1814 si aggiunsero tre compagnie di Colonial Marines alle tre compagnie rimanenti di Royal Marines, costituendo il 3rd Battalion, Royal and Colonial Marines.  Qualche giorno dopo, tutte e tre le compagnie combatterono nella Battaglia di North Point (12 settembre 1814) nel Maryland. Nel dicembre 1814 venne creata una quarta compagnia, e si iniziò un ulteriore reclutamento lungo la costa della Georgia durante il primo trimestre del 1815. Il numero di reclute permise di istituire due nuove compagnie, con sergenti tratti dalle compagnie reclutate nel Chesapeake.
I Corps subirono alcune perdite nelle azioni della campagna del Chesapeake del 1814, ma la maggior parte delle perdite erano ascrivibili a malattia per le severe condizioni sull'isola di Tanghere. Un'ondata di dissenteria nell'inverno 1814 uccise il medico e 69 uomini del battaglione. Si disse che la forza del corpo fosse arrivata a circa 200 uomini nella permanenza sull'isola di Tangier in autunno. L'ultimo impegno del Corps durante la Guerra del 1812 fu in Georgia, da dicembre a marzo 1815. L'ammiraglio George Cockburn conquistò la costa USA meridionale per ostacolare il commercio, la comunicazioni, e il trasporto di truppe al Golfo del Messico, dove la forze dell'ammiraglio Cochrane avevano in programma di prendere i territori sudoccidentali degli USA. Parte del Corps contribuì al riuscito attacco britannico contro Fort Point Peter. Il corpo occupò la Contea di Camden (Georgia) e l'isola Cumberland, favorendo l'emigrazione di un numero stimato in 1 485 schiavi dalla Georgia sudorientale.

### Reclutamento e servizio sulla costa del Golfo
Oltre agli avamposti britannici sulla costa atlantica nell'isola di Tangier (Virginia) e nell'isola Cumberland (Georgia), ce n'era uno simile sulla costa del Golfo a Prospect Bluff sul fiume Apalachicola, nella Florida orientale spagnola, che attraeva "indiani" creek Bastoni Rossi e Seminole Neri. George Woodbine e un'aliquota di Royal Marines sbarcarono dalla HMS Orpheus nel maggio 1814 con doni, duemila moschetti e coperte per gli indiani. Fu costruito un forte, e Cochrane mandò Edward Nicholls a dirigere le attività di Prospect Bluff.

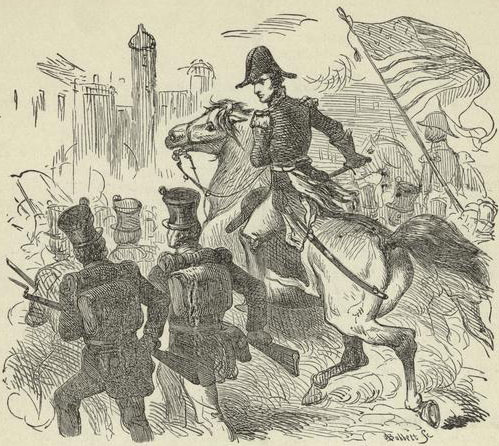
Andrew Jackson entra a Pensacola con le sue truppe il 6 novembre 1814 (Leading up to the Battle of New Orleans).

Nicolls lasciò le Bermuda con 112 Royal Marines, 3 pezzi campali, 300 uniformi e 1 000 moschetti per reclutare il suo corpo. Il 26 agosto 1814 emanò il primo "ordine del giorno" per il suo "battaglione". Non è certo il numero di uomini di cui disponesse Nicolls al tempo, poiché non sono stati ritrovati registri e libri paga. Furono reclutati altri schiavi fuggiaschi a Pensacola (con disappunto degli spagnoli), ma furono costretti a ritornare a Prospect Bluff in novembre dopo la conquista americana di Pensacola.

## Sviluppi post bellici
La guerra terminò nel febbraio 1815, e le tre compagnie europee del 3rd Battalion, Royal and Colonial Marines furono inviate in Gran Bretagna. Con la loro partenza il battaglione fu ristrutturato come 3rd Battalion, Colonial Marines, consistente di sei compagnie di fanteria di Colonial Marines ed una compagnia comando di Royal Marines portati dal Canada. Svolsero servizio di guarnigione al Royal Naval Dockyard sulla'isola Ireland (Bermuda) e da lì furono imbarcati sulla nave da trasporto Lord Eldon per essere disciolti a Trinidad il 20 agosto 1816. Nei pressi di quella che oggi è nota come Princes Town, gli ex Colonial Marines formarono una libera comunità agricola, cui si fa riferimento col nome Merikens (o Merikins), sotto la guida di ex sottufficiali. Le fattorie avevano lotti da 6,5 ettari. Questi insediamenti furono un successo, e nel 1847 fu riconosciuta ufficialmente la proprietà sulle terre. La comunità di discendenti conserva la sua identità e commemora le proprie radici in una celebrazione annuale.

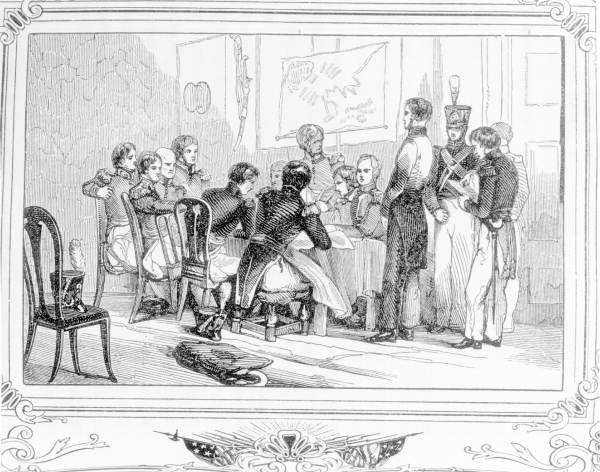
Una stampa raffigurante l'"incidente Ambrister e Arbuthnot". Questi due scozzesi avevano commesso degli azzardi con seminole e spagnoli e furono accusati e processati per crimini contro gli Stati Uniti.

Il distaccamento in Florida, che era arrivato a circa 400 uomini, fu liquidato e disciolto quando la postazione inglese fu evacuata alla fine della guerra. Un piccolo numero di uomini andò alle Bermuda con i britannici in seno ad un gruppo di rifugiati, riunendo il corpo principale dei Colonial Marines. Altri che provenivano dall'unità della Florida rimasero negli insediamenti attorno nah forte che era divenuto il simbolo della rivolta degli schiavi. I proprietari di piantagioni del sud consideravano la presenza di schiavi fuggiaschi armati, sia pure in una zona remota e scarsamente popolata della Florida Spagnola, un pericolo inaccettabile; ciò fu la premessa della battaglia di Negro Fort sotto il comando di Andrew Jackson nel luglio 1816, e innescò la Prima guerra seminole. Per il loro ruolo nel conflitto, due ex ufficiali ausiliari del corpo furono giustiziati nel 1818 in quel che divenne noto come incidente Arbuthnot e Ambrister. Si è ritenuto che vi fossero degli ex Colonial Marines tra un gruppo che fuggì alle Bahamas nel 1833 e fondò, sulla costa occidentale dell'isola di Andros, una comunità con una propria identità conservata ancor oggi.